# Marut Techawanit
Marut Techawanit – tajski judoka.
Brązowy medalista igrzysk azjatyckich w 1986 roku.